# ガブリエル・トムソン
ガブリエル・トムソン（Gabriel Thomson、1986年10月27日 - ）はイギリス・ロンドン出身の俳優。

## 略歴
ロンドンのハマースミス出身。4歳の時から演技をはじめ、5歳の時にテレビコマーシャルに出演。1999年にBBC制作の『大いなる遺産』に出演。
1996年から続いている英BBCの人気コメディシリーズ『My Family』で、舞台となるハーパー家の次男マイケル・ハーパーを2000年から演じている。一家の末っ子でありながらも、一番秀才で合理的なキャラクターを演じている。
J・K・ローリング原作の『ハリー・ポッター』シリーズ映画化の話が最初にあった頃、ハリー役に抜擢されるという噂があったが、年齢等の関係でダニエル・ラドクリフにハリー役の話が行った。
『My Family』第7シリーズに出演した際には、ロバート・リンゼイやゾーイ・ワナメイカー、クリス・マーシャルと共演していた。